# Deltocyathus eccentricus
Espèce
Statut CITES
Deltocyathus eccentricus est une espèce de coraux appartenant à la famille des Deltocyathidae ou Caryophylliidae.